# Natuurpark Vânători-Neamţ
Natuurpark Vânători-Neamţ (Roemeens: Parcul Natural Vânători Neamţ) is een natuurpark gesitueerd in het noordoosten van Roemenië, in het district Neamţ. Het park maakt deel uit van de oostelijke deel van het Karpatengebergte.
Op 22 maart 2012 werden vijf wisenten (Bison bonasus) (twee vrouwelijke en drie mannelijke) vrijgelaten in het natuurpark. Het ging om de eerste wilde wisenten in Roemenië sinds 1852. De wisenten werden vrijgelaten na een herintroductiesprogramma van Rewilding Europe dat startte in 2003 en dat werkte met dieren van kweekcentra uit Zwitserland, Duitsland en Zweden. Het is nu een van de weinige plaatsen in de wereld waar de wisent in het wild te zien is.